# Joe Public Football Club
El Joe Public FC es un club de fútbol de Trinidad y Tobago de la ciudad de Tunapuna. Fue fundado en 1996 y juega en la TT Pro League.

## Jugadores
Del 7 de agosto de 2009.

### Exjugadores notables
| - Gregory Richardson (2007–2009) - Wolry Wolfe (2006, 2008) - Lyndon Andrews (1999–2000, 2006–2008) - Kevaughn Connell (2003–2004) - Arnold Dwarika (1993–1994, 1997–2002, 2006–2008) - Jamal Gay (2008) - Gary Glasgow (2006–2008) | - Cyd Gray (1999–2001) - Kenwyne Jones (2002) - Anthony Noreiga (2007–2008) - Nigel Pierre (1999–2002, 2007) - Brent Sancho (2003) - Densill Theobald (2003) |